# Silver Lake (Minnesota)
Silver Lake es una ciudad ubicada en el condado de McLeod en el estado estadounidense de Minnesota. En el Censo de 2010 tenía una población de 837 habitantes y una densidad poblacional de 857,21 personas por km².

## Geografía
Silver Lake se encuentra ubicada en las coordenadas 44°54′14″N 94°11′52″O / 44.90389, -94.19778. Según la Oficina del Censo de los Estados Unidos, Silver Lake tiene una superficie total de 0.98 km², de la cual 0.98 km² corresponden a tierra firme y (0%) 0 km² es agua.

## Demografía
Según el censo de 2010, había 837 personas residiendo en Silver Lake. La densidad de población era de 857,21 hab./km². De los 837 habitantes, Silver Lake estaba compuesto por el 99.4% blancos, el 0% eran afroamericanos, el 0% eran amerindios, el 0.24% eran asiáticos, el 0% eran isleños del Pacífico, el 0% eran de otras razas y el 0.36% pertenecían a dos o más razas. Del total de la población el 1.43% eran hispanos o latinos de cualquier raza.